# Parafia greckokatolicka Przemienienia Pańskiego w Opolu
Parafia greckokatolicka pw. Przemienienia Pańskiego w Opolu – parafia greckokatolicka w Opolu. Parafia należy do eparchii wrocławsko-koszalińskiej i znajduje się na terenie dekanatu katowickiego.

## Historia parafii
Parafia greckokatolicka pw. Przemienienia Pańskiego funkcjonuje od 1968 r., księgi metrykalne są prowadzone od roku 1973.

## Świątynia parafialna
Nabożeństwa odbywają się w kaplicy przy rzymskokatolickiej parafii Przemienienia Pańskiego. 